# オブ・ラ・ディ、オブ・ラ・ダ
「オブ・ラ・ディ、オブ・ラ・ダ」（Ob-La-Di, Ob-La-Da）は、ビートルズの楽曲である。1968年に発売された9作目のイギリス盤オリジナル・アルバム『ザ・ビートルズ』に収録された。ポール・マッカートニーによって書かれた楽曲で、作曲者名はレノン＝マッカートニー名義となっている。ビートルズ活動期のイギリスやアメリカではシングル・カットされなかったが、オーストラリア、日本、ニュージーランド、スイス、西ドイツなどの国ではシングル・カットされ、各国のシングルチャートで首位を獲得。解散から6年後の1976年にアメリカでもシングル・カットされ、Billboard Hot 100で最高位49位を記録した。
マッカートニーは、イギリスのクラブで聴いたスカのレコードに触発されて本作を作曲。タイトルにも使用された「オブ・ラ・ディ、オブ・ラ・ダ」というフレーズは、ナイジェリアのコンガ奏者、ジミー・スコットが口にしていた言葉を流用したもの。スコットはレコーディングにも参加してコンガを演奏したが、完成バージョンには含まれておらず、スコットが参加した初期のバージョンは1996年に発売された『ザ・ビートルズ・アンソロジー3』に収録された。
楽曲の発表後、多数のアーティストによってカバーされ、このうちスコットランドのグループ、マーマレードによるカバー・バージョンが、1969年に全英シングルチャートで首位を獲得。

## 背景・曲の構成
マッカートニーは、1968年2月4日に他のバンドメンバーと共にインドのリシケーシュを訪れていた時期に「オブ・ラ・ディ、オブ・ラ・ダ」を書き始め、同地で行われた合唱会で演奏した。当時についてマッカートニーは「巡回映画がやってきたから、僕らはみんな瞑想のキャンプから、行列を作ってジャングルの一本道を歩いた。僕のギターで『オブ・ラ・ディ、オブ・ラ・ダ』を歌ったんだけど、とても楽しかった」と振り返っている。音楽評論家のイアン・マクドナルドは「マッカートニーのジャマイカのスカの作風にかなり近似した素晴らしい楽曲」と評している。
歌詞は「市場に勤めるデズモンド・ジョーンズが、バンドで歌手をしているモリーと恋をして結婚する物語」を歌ったもので、後に発表された「マックスウェルズ・シルヴァー・ハンマー」に似た形式で物語を展開させている。マッカートニーは「とても僕らしい曲。デスモンドとモリーという実在しないカップルに関するファンタジーだからね。僕は名前にも力を入れている。デスモンドというのはとてもカリブっぽい名前だ」と語っている。デスモンドは、レゲエのデスモンド・デッカーに由来している。
タイトルおよび歌詞に登場する「Ob-La-Di, Ob-La-Da」というフレーズは、マッカートニーの知人でナイジェリア人コンガ奏者のジミー・スコットがよく口にしていたフレーズを流用したもの。マッカートニーは「ジミーとは、よくロンドンのクラブで顔を合わせていた。会うたびに彼は『Ob-la-di, Ob-la-da, life goes on, bra（オブ・ラ・ディ、オブ・ラ・ダ、人生続くよ、ブラ）』と口にしていた。後でそのお礼がわりに小切手を送った。曲は全部僕が書いて、いっさい彼の助けは借りてないけど、あれは彼の言い回しだったから」と語っている。なお、スコットは著作権をもとにマッカートニーに金銭を要求したが、マッカートニーはこれを拒否し、後にある事件でスコットが逮捕された際に、マッカートニーが多額の法廷費用を負担するのと引き換えに金銭の要求を取りやめたというエピソードも残っている。

## レコーディング
インドからの帰国後、1968年5月にビートルズのメンバーは、イーシャーにあるジョージ・ハリスンの自宅に集まった。ハリスンの自宅では、次のアルバムのセッションに向けたデモ音源が27曲録音され、「オブ・ラ・ディ、オブ・ラ・ダ」もそのうちの1曲だった。デモ音源はマッカートニーのアコースティック・ギターの弾き語りとなっている。
7月に入り、「オブ・ラ・ディ、オブ・ラ・ダ」の正式なレコーディングが行われた。同月3日から5日にかけて録音された最初のバージョンでは、スコットのコンガと3本のサクソフォーンがフィーチャーされた。7月5日の夜に、トラック2にピッコロがレコーディングされたが、後にアコースティック・ギターで弾いたベースのパートが追加された際に消去された。これについて、マッカートニーは「僕らのトリックの1つに、アコースティック・ギターのレベルを思いっきり上げてレコーディングするという手法があった。そうするとメーターの針はずっと赤に触れたままで、弾くたびに思いっきりそっちに揺れて、アコースティックがエレクトリックみたいな音で返ってくるんだ。といっても歪みすぎることなく、オリジナルの音をいい具合にいじってくれて、ホットな音にしてくれるんだ」と語っている。しかしながら、自身のやりたいジャマイカ風のサウンドを再現できなかったことに不満を持ったマッカートニーの主張で、後日リメイクを行うことが決まった。ビートルズの歴史家であるマーク・ルイソン曰（）く「ビートルズがセッション・ミュージシャンを起用して録音した演奏を却下した初の例」とのこと。
7月8日に新たなアレンジでのレコーディングが開始された。レコーディング・エンジニアのジェフ・エメリックは、ジョン・レノンが本作を嫌い、「ポールのおばあちゃんソング」と罵っていたと回想している。レノンはセッションの途中でスタジオを出た後、マリファナを吸引して戻ってきた。度重なる録り直しを要求されたことによる不満から、レノンはピアノの前に座り、オープニングコードを従来のアレンジよりも大きくそして速く弾いた。レノンは、これがこの曲の演奏方法だと主張し、これが採用されることとなった。このことについて、マッカートニーは「ピアノの前に座ったとたん、ジョンはブルー・ビート風のイントロを弾いた。そのおかげで僕らも刺激を受けて、曲全体ががらりと雰囲気を変えた。スタジオで僕ら2人が、とびっきりの時間を過ごしたのを覚えている」と回想している。この日にレコーディングされた中からテイク12がベストとされ、別の4トラック・レコーダーにリダクションされたのち、トラック3と4にボーカルが加えられてテイク13となった。しかし、この日のセッション終了後にラフ・ミックスを受け取って聴き直したマッカートニーは、翌日のセッションで再びリメイクすることを決めた。
7月9日に新たなベーシック・トラックがレコーディングされた。この日のテープ・ボックスには、曲名の後に「Re-remake」と表記され、再びレコーディングをする際にレノンは「みんな、失敗しないでくれ！」と懇願し、そのままドイツ語でカウントを取った。テイク21のトラック1にドラム、アコースティック・ギター、ピアノ、トラック2に音を歪ませたアコースティック・ギターで弾いたベースのパートとスネアドラム、トラック3と4にボーカルが録音された。しかし、ここで、前日のベーシック・トラックの方が出来が良かったと判断され、前日のテイクを4トラックにまとめたミックスがテイク22として作成され、テープをコピーしてテイク23が作成された。
7月11日にサクソフォーン、ベース、パーカッション、リード・ボーカルとバッキング・ボーカルが録音された。本作のボーカルの録音に際して、プロデューサーのジョージ・マーティンがマッカートニーに対して歌唱法に関する提案をしたが、マッカートニーが「だったらこっちに来て歌ってみろよ」と返した。このやりとりを見たエンジニアのジェフ・エメリックが「クライ・ベイビー・クライ」のレコーディング途中で帰ってしまったというエピソードが残っている。
なお、4番のヴァースにてデズモンドとモリーが逆になり「モリーが子供たちと一緒に市場で働き、デズモンドが化粧をしてバンドで歌う」と歌われているが、これはマッカートニーが間違って逆に歌ってしまい、録り直そうとしたところレノンが「この方が面白い」と発言してそのままにしたと言われている。
同じく『ザ・ビートルズ』に収録のハリスン作の「サボイ・トラッフル」には、「We all know Ob-la-di-bla-da, but can you show me where you are?（みんな、オブ・ラ・ディ、オブ・ラ・ダは知ってるけど、教えてくれないか、きみはどこにいるんだい？）」というフレーズがある。音楽ジャーナリストのロバート・フォンテノットは、レノンと同様に、ハリスンも本作を嫌っていることから「マッカートニーの歌に対する、ハリスンなりの意見」と見ている。

## リリースとライブでの演奏

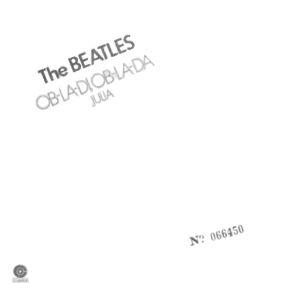
1976年にアメリカで発売されたシングル盤のピクチャースリーブ

「オブ・ラ・ディ、オブ・ラ・ダ」は、1968年11月22日にオリジナル・アルバム『ザ・ビートルズ』のA面4曲目に収録された。「ホワイル・マイ・ギター・ジェントリー・ウィープス」とともにアルバムで人気の高い楽曲の1つとされており、マッカートニーはこの2曲をシングルとして発売することを望んでいたが、他のメンバーによって拒否されたため、当時のイギリスやアメリカではシングル・カットされることはなかった。一方で日本、ドイツ、フランス、イタリア、オランダなどの国では、1969年にシングル・カットされた。解散から6年後の1976年にアメリカでも「ジュリア」とのカップリングで発売された。1996年に発売された『ザ・ビートルズ・アンソロジー3』には、スコットがコンガで参加したテイク5が収録され、2018年に発売された『ザ・ビートルズ (ホワイト・アルバム)〈スーパー・デラックス・エディション〉』のCD3にはハリスンの自宅でレコーディングされたデモ音源、CD4にはテイク3が収録された。
本作は、2009年にマッカートニーが行ったヨーロッパツアーのハンブルク公演（12月2日）で、初めてライブ演奏された。以降、2012年のクイーンズ・ダイヤモンド・ジュビリー・コンサート、2013年から2015年にかけて行われた「アウト・ゼアー」ツアーのサンフランシスコ公演、2016年から2017年にかけて行われた「ワン・オン・ワン」ツアー、2018年のグランド・セントラル駅でのライブでも演奏された。

## 評価
「オブ・ラ・ディ、オブ・ラ・ダ」は、1968年から1969年にかけてドイツ、オーストラリア、スイス、オーストラリア、日本のシングルチャートで首位を獲得し、1969年にレノンとマッカートニーは本作でアイヴァー・ノヴェロ賞を受賞した。レコードは5万枚超の売り上げを記録し、ゴールドディスクの対象ともなった。
『レコード・ミラー』誌は、「アルバムの中で最も軽快で最高のトラック」と評し、楽曲中のピアノとドラムのサウンドを称賛し、『ニューヨーク・タイムズ』紙のニック・コーンは「偽物のウェスト・インディーズ。オリジナルに負けていて、陳腐に聴こえる」と評した。
2004年にインターネット上で行われた「50 Worst Songs Ever!」という投票において1位を獲得した一方で、2019年にドイツのマックス・プランク研究所は、1958年から1991年までに発表された700曲で使用されている8万通りの異なるコード進行を対象に、機械を駆使してその直前に使用されているコードと比較していかに「驚きをもたらしているか」を点数化する実験結果から、本作が「史上最も完璧なポップ・ソング」であると発表している。

## クレジット
※出典
ビートルズ
- ポール・マッカートニー - ボーカル、エレクトリックベース、アコースティック・ベース、ハンドクラップ、ボイスパーカッション
- ジョン・レノン - ピアノ、コーラス、ハンドクラップ、スポークン・ワード、ボイスパーカッション
- ジョージ・ハリスン - アコースティック・ギター、コーラス、ハンドクラップ、スポークン・ワード、ボイスパーカッション
- リンゴ・スター - ドラム、ボンゴ、マラカス、その他の打楽器、スポークン・ワード、ボイスパーカッション

追加の楽器
- 演奏者不明（3名） - サクソフォーン
- ジョージ・マーティン - 木管楽器のパートの編曲

## チャート成績（ビートルズ版）
| チャート (1969年)                       | 最高位 |
| --------------------------------------- | ------ |
| オーストラリア (Go-Set National Top 40) | 1      |
| オーストラリア (Kent Music Report)      | 1      |
| オーストリア (Ö3 Austria Top 40)        | 1      |
| ベルギー (Ultratop 50 Wallonia)         | 2      |
| ベルギー (Ultratop 50 Flanders)         | 5      |
| フランス (SNEP)                         | 3      |
| 日本 (オリコン)                         | 7      |
| オランダ (Single Top 100)               | 3      |
| ニュージーランド (Listener Chart)       | 1      |
| スイス (Schweizer Hitparade)            | 1      |
| 西ドイツ (Musikmarkt Hit-Parade)        | 1      |

| チャート (1976年 - 1977年)        | 最高位 |
| --------------------------------- | ------ |
| カナダ (RPM Top Singles)          | 27     |
| US Billboard Hot 100              | 49     |
| US Adult Contemporary (Billboard) | 39     |
| US Cash Box Top 100               | 47     |

## 主なカバー・バージョン

### マーマレードによるカバー
ビートルズがイギリスやアメリカで「オブ・ラ・ディ、オブ・ラ・ダ」をシングル・カットしなかったことから、様々な国で本作のチャート入りを目標にカバー・バージョンが制作された。そんななか、1968年11月にシングル盤として発売されたマーマレードのカバー・バージョンは、全英シングルチャートで首位を獲得し、本作のカバー・バージョンで最もヒットした作品となった。
マーマレードによるカバー・バージョンは、イギリスで約50万枚、1969年4月までに全世界で100万枚の売り上げを記録した。シングルのプロモーションのために出演したBBC Oneの『トップ・オブ・ザ・ポップス』では、メンバー5人のうち4人がキルトを着用し、イギリス生まれのドラマーはイギリス陸軍の制服を着用した。

#### チャート成績（マーマレード版）
| チャート (1968年 - 1969年)       | 最高位 |
| -------------------------------- | ------ |
| オーストリア (Ö3 Austria Top 40) | 1      |
| ノルウェー (VG-lista)            | 1      |
| スイス (Schweizer Hitparade)     | 2      |
| UK Record Retailer Chart         | 1      |

### その他のアーティスト（世界）
- ベッドロックス - 1968年にシングル盤として発売。全英シングルチャートで最高位20位を記録した[73][74]。マッカートニーと妻のリンダは、ベッドロックスによるカバー・バージョンをお気に入りとしている[75]。
- アーサー・コンリー - 1968年にシングル盤として発売。Billboard Hot 100で最高位51位を記録した[76]。
- ポール・デスモンド - 1969年に発売されたジャズのオムニバス盤『サマータイム（英語版）』に収録[77]。
- ユッスー・ンドゥール - 日本で1996年にシングルとして発売された[78]。ホンダ・ステップワゴンのCMソングとして、2代目（スパーダ除く）まで使用されていた。なお、2代目途中からはCMオリジナル・バージョンに変更されている[79]。
- セリア・クルーズ - 1997年に発売されたサルサのオムニバス盤『Bailame』でスペイン語でカバーした[80]。
- ジミー・クリフ（ジャマイカ） - 1999年に発売されたアルバム『Humanitarian』にボーナストラックとして収録[81]。
- フィッシュ - 2002年に発売されたライブ・アルバム『Live Phish Volume 13』に収録[82]。
- ダニエル・オドネル（英語版） - 2004年に発売されたアルバム『The Jukebox Years』に収録[83]。
- ヒメーシュ・パテル - 2019年に公開された映画『イエスタデイ』の劇中で演奏。同作のサウンドトラック盤にも収録された[84]。
- Orono（Super Organism）- 6代目ホンダ・ステップワゴンのCMソングとして使用[85]。

### その他のカバー・バージョン（日本）
日本ではいくつか日本語詞でのカバー・バージョンが存在する。
1969年にはザ・カーナビーツがカバーした（訳詞：漣健児）。カーナビーツ版では主人公の「デズモンド」と「モリー」の名前が「太郎」と「花子」に置換されている。
1974年にはNHKの『みんなのうた』で取り上げられ、この時はフォーリーブスが歌った（訳詞：黒木宏）。但し、フォーリーブスの歌唱版は未発売。フォーリーブス版のカバーで発売されているものには、日本コロムビア版のMoJo & ひまわりキッズが歌ったもの、高橋秀幸 & 宮本佳那子が歌ったもの、ポニーキャニオン版のよしむらくにお & 杉並児童合唱団が歌ったもの、日本クラウン版のクラウン少女合唱団が歌ったもの、ビクターエンタテインメント版の田中星児が歌ったもの、ボニージャックスが歌ったものなどがある。なお再放送は1975年10月 - 11月のみだったが、「みんなのうた発掘プロジェクト」で映像が提供され、2012年の『みんなのうた発掘スペシャル』で37年ぶりに再放送、そして2013年4月6日と5月4日放送の『みんなのうたリクエスト』でも再放送。
1975年の『第26回NHK紅白歌合戦』では、佐良直美が歌った。歌詞は『紅白歌合戦』用の独自の日本語詞であった。
また、フォーリーブス版では最後の一節（"And if you want some funー"）がカットされており、他のカバーでも省かれていることが多い。
1988年にはEARTHSHAKERが、ビートルズのトリビュート・アルバム『抱きしめたい』でカバーした。